# André Dutertre
André Dutertre (Parigi, 9 giugno 1753 – Parigi, 17 aprile 1842) è stato un pittore e disegnatore francese.

## Biografia
André Dutertre fu allievo di Joseph-Marie Vien, Jean-Baptiste Collet e di Antoine-François Callet. Era professore della Scuola superiore di arti decorative di Parigi.

### La campagna d'Egitto

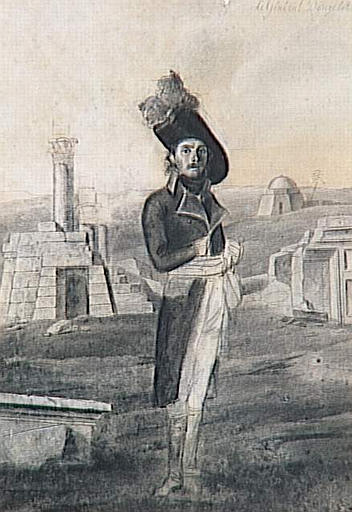
Ritratto del generale Donzelot durante la campagna d'Egitto (1799), Versailles, Museo di storia della Francia.

André Dutertre fece parte della spedizione napoleonica in Egitto e fu nominato membro dell'Institut d'Égypte il 22 agosto 1798, nella sezione letteratura e arti. Il 24 dicembre 1798, Napoleone organizzò un viaggio verso l'istmo di Suez con Monge e Berthollet, oltre a Le Père, il geometra Costaz, il chimico Descotils e il disegnatore Dutertre. Disegnò i 184 ritratti degli scienziati e degli ufficiali della spedizione che illustrano l'Histoire scientifique e militaire di Reybaud e che sono riprodotti nel Journal di Villiers du Terrage. S'interessò anche alla popolazione egiziana locale, tanto che il suo ritratto di Murad Bey è considerata la sua opera più riuscita: tutta la potenza del sovrano mamelucco è espressa nel turbante e nella barba folta.

### Ritorno in Francia
Al suo ritorno in Francia, Dutertre apparve ai Salon del 1804 e del 1812, con ritratti in particolare di Desaix e Kléber. Il Museo di Versailles conserva quasi 30 suoi ritratti. Secondo il Dizionario Bénézit, "Dutertre fu un artista interessante". Morì quasi novantenne il 17 aprile 1842.

## Opere
- Paris, Scuola nazionale superiore di belle arti[3]:
  - Copia del “Sonno” dipinto da Charles Le Brun sul soffitto del Cabinet des Jeux del castello di Vaux-le-Vicomte, pietra nera e pastello su carta beige, 31,1 × 40,9 cm[4];
  - Ritratto dell'abate Jean-Baptiste Languet de Gergy e studio di mano destra, pietra nera, estompe e lumeggiature di gesso bianco su carta azzurra, 14,8 × 22,4 cm[5].
  - Studio di mano destra, pietra nera e lumeggiature di gesso bianco su carta azzurra ingiallita, 13,8 × 12,3 cm[6].
  - Studio di mano destra che regge l'elsa d'una spada, pietra nera e lumeggiature di gesso bianco su carta azzurra, 11,3 × 10,8 cm[7].
  - Studio di mano destra, a palmo aperto, pietra nera e lumeggiature di gesso bianco su carta azzurra ingiallita, 13,4 × 13,2 cm[8]
  - Recueil d'Italie[9]:
    - Vista della Torre di Metello, pietra nera e acquerello, 22,7 × 35,5 cm;
    - Vista della grotta della ninfa Egeria nei pressi della Via Appia, pierre e acquerello, 22,7 × 35,5 cm;
    - Copia del bassorilievo di Perin del Vaga, situato sotto l'affresco della “Controversia del Santo Sacramento” nella Camera della Segnatura in Vaticano, pietra nera e lavatura bruna, 15,4 × 21,5 cm;
    - Vista del lago nei giardini di Villa Borghese, pietra nera, lavatura bruna e inchiostro di Cina, 25,6 × 35,8 cm;
    - Vista di Villa Mattei, attuale Villa Celimontana a Roma, pietra nera, penna, inchiostro bruno, lavatura bruna, 17,2 × 23,4 cm;
    - Vista dal basso dai giardini di Villa d'Este a Tivoli, pietra nera e lavatura d'inchiostro di Cina su carta beige, 23,1 × 35,5 cm;
    - Ritratto della domestica di Dutertre in allegoria della Curiosità, acquerello su carta beige, 44,5 × 35,2 cm;
    - Ritratto di Pierre Cacault in allegoria dell'Avarizia, acquerello su carta beige, 45 × 35,3 cm;
    - Vista di Minieh[10], pietra nera, penna, inchiostro di Cina, 19,7 × 35,6 cm;
    - I santoni d'Abissinia, pietra nera e pastello, 44,7 × 30,3 cm;
    - I sarti, grafite, penna, inchiostro nero, acquerello, piastrellatura con grafite, 29,8 × 22,4 cm;
    - Ritratto di due mendicanti, pietra nera e acquerello su carta gris blanc, 32,5 × 22,6 cm;
    - Studio di foglia di platano d'Oriente, pietra nera e acquerello, 33 × 28,4 cm.
- Versailles, Museo di storia della Francia: Ritratto del generale Donzelot durante la campagna d'Egitto, 1799, matita nera su carta, 54 × 36 cm.